# Mabley & Carew
Mabley & Carew was een vooraanstaand warenhuis in Cincinnati, Ohio.

## Geschiedenis
In 1877, toen de handelaren C.R. Mabley en Joseph T. Carew uit Detroit, onderweg naar Memphis, strandden in Cincinnati door een vertraagde trein liepen door de stad en kwamen bij Fountain Square terecht. Daar zagen ze een bord met 'Te Huur' en besloten dat dit een prima plek was voor een winkel. Ze begonnen er hun winkel in het hart van wat toen een bloeiende rivierstad was. Mabley & Carew was de eerste winkel in Cincinnati die paginagrote advertenties in de krant plaatste, uitgebreide kerstvoorstellingen gaf en de traditie van boomplantdag in het leven riep. Het Mabley & Carew-gebouw werd ooit verlicht door 10.000 lichtjes die schitterden tegenover Fountain Square. 
Mabley en Carew hadden het bedrijf ondergebracht in een gezamenlijke vennootschap, maar de leiding was in handen van Carew. Na de dood van Mabley in 1885 werd Carew de enige eigenaar van de zaak. Carew stierf in 1914 en werd als president van het bedrijf opgevolgd door zijn neef Bolton Stretch Armstrong, die het bedrijf de daaropvolgende 37 jaar leidde. 

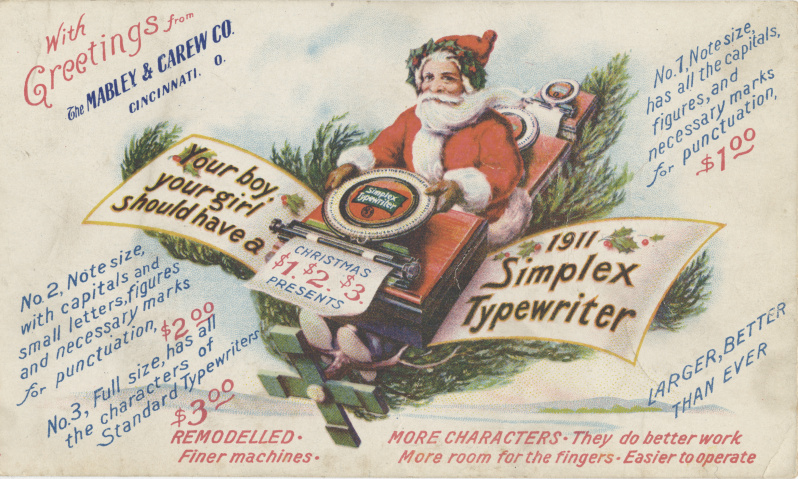
Marketingmateriaal van Mabley en Carew (ca. 1898)

In 1929 werd het Carew Building, een nabijgelegen kantoorgebouw dat ook door Carew was gebouwd, gesloopt en vervangen door de markante Carew Tower. Deze werd in 1930 na 17 maanden werk voltooid.  Dit complex was van 1930 tot 1960 de thuisbasis van het vlaggenschipwarenhuis Mabley & Carew, totdat het bedrijf werd gekocht door Allied Stores en werd samengevoegd met Rollman and Sons Department Store (ook bekend als Rollman's), een divisie van Allied Stores. Het filiaal van Rollman's in Swifton Center werd onmiddellijk omgedoopt tot een filiaal van Mabley and Carew, maar het vlaggenschip van Rollman's werd gesloten en grondig gerenoveerd. In 1962 verhuisde Mabley & Carew haar winkel naar het Rollman's-gebouw aan de overkant van de straat, dat de naam Mabley and Carew Building kreeg. Ten tijde van de fusie had Mabley & Carew ook een filiaal in Cincinnati's Western Hills Plaza, dat in 1955 was geopend.
In 1964 werd Mabley & Carew samengevoegd met de voormalige E.C. Denton Stores Co.-winkels, die in 1952 door Allied Stores waren overgenomen. Zowel het Robinson-Schwenn Department Store in het nabijgelegen Hamilton, Ohio als de John Ross Store in Middletown, Ohio werden omgebouwd tot Mabley & Carew-filialen. De Wren's Department Store in Springfield, Ohio, een andere voormalige winkel in Denton, behield zijn naam, maar sommige ondersteunende functies werden uitgevoerd door andere divisies van Allied Stores.
In 1978 kocht Elder-Beerman uit Dayton, Ohio, zes Mabley & Carew-winkels in Cincinnati, Hamilton en Middletown en bouwde deze uiteindelijk om naar de naam Elder-Beerman. Wren's Department Store in Springfield was niet bij de verkoop inbegrepen en werd onderdeel van Allied's William H. Block Co. Department Store-divisie, gevestigd in Indianapolis, Indiana. Het oude Rollman-gebouw werd uiteindelijk in 1991 gesloten en afgebroken om plaats te maken voor een voorgesteld, maar nooit gebouwd, nieuw hoogste gebouw in Cincinnati, Fountain Square West. Op deze locatie staat nu een leegstaande Macy's-winkel, die vanaf 2021 wordt herontwikkeld voor gemengd gebruik.